# Nederlands in Nederland
Met de term Nederlands in Nederland wordt gedoeld op de variant van het Standaardnederlands dat gebruikt wordt in Nederland. Het Nederlands wordt behalve in Nederland onder andere gesproken in (delen van) België, Suriname, Frankrijk, Aruba, Curaçao en Sint Maarten.
Het Nederlands in België verschilt van dat wat wordt gesproken in het noorden; de verschillen tussen deze 'soorten' Nederlands maken het mogelijk elke variëteit van het Nederlands apart te identificeren. Een Nederlandssprekende uit Vlaanderen, Suriname of Nederland zal, ook als hij geen dialect spreekt, aan diverse kenmerken in zijn spraak herkenbaar zijn.
Behalve op taalgebied onderscheidt het Nederlands in Nederland zich ook van andere soorten Nederlands door zijn bereik, zijn status en zijn eventuele wettelijke erkenning. Een vergelijking met vooral het Nederlands in België geeft beter inzicht in de bijzonderheden van het Nederlands in Nederland.

## Verspreidingsgebied
In Nederland wordt het Nederlands algemeen gesproken. Alle Nederlanders worden geacht het te kennen en de taal wordt dan ook op alle Nederlandse onderwijsinstellingen gebruikt. In de provincie Friesland en in Caribisch Nederland (de BES-eilanden) worden ook andere talen dan het Nederlands gesproken, het Fries, het Papiaments en het Engels. Toch wordt in deze gebieden ook het Nederlands gebruikt en ook Friezen en inwoners van de BES-eilanden worden geacht het Nederlands te beheersen.
De term 'Nederlands' is een ruim begrip. Bijna elke streek in Nederland kent een eigen dialect en veel van deze dialecten wijken zo sterk af van het Standaardnederlands, dat er sprake is van diglossie. Net als in het tweetalige Friesland spreken de bewoners ook twee 'talen', enerzijds hun dialect, anderzijds het Standaardnederlands. In de provincie Limburg is het Limburgs erkend als streektaal en in de oostelijke provincies van Nederland is het Nedersaksisch erkend als taal.

## De standaardtaal
De officiële vorm van het Nederlands is het Standaardnederlands of Algemeen Nederlands (AN). Voorheen heette dit Algemeen Beschaafd Nederlands (ABN), maar deze term heeft tegenwoordig niet de voorkeur. Het woord 'beschaafd' zou zogezegd kunnen indiceren dat regiolecten 'onbeschaafd' waren. De ontwikkeling van deze Standaardtaal is sterk verbonden met het gewest Holland, vanouds het economisch belangrijkste gewest van Nederland. Hoewel de huidige Standaardtaal ook een groot aantal Brabantse (en dus Belgisch/Vlaamse) kenmerken bevat, is zij te beschouwen als een vorm van Hollands.
Bepaalde kenmerken van het AN zijn waarschijnlijk zelfs 'verzonnen' door de voorvechters ervan. Zo komt de open aa oorspronkelijk noch in de Hollandse noch in de Brabantse dialecten voor, en is ook de ei een klank die in het dialectlandschap zeldzaam is. Hetzelfde geldt voor de ui. Deze klanken werden alle beschaafder geacht dan de varianten ao/ae, aai/ai/e en oi/owe.

### Positie
Hoewel er dus zeker lokale variatie is, heeft het 'Standaardnederlands' of 'Algemeen Nederlands' (AN) in Nederland een belangrijke positie ingenomen in het dagelijks leven. Voor veel mensen is het de omgangstaal. Dit geldt in het speciaal voor het Nederlands in de IJsselmeerpolders. In grote delen van Nederland verdringt het AN het dialect of heeft het dat reeds verdrongen.
Deze sterke positie van het AN heeft niet alleen met het onderwijs te maken; in Vlaanderen wordt het AN immers ook onderwezen, maar toch heeft het daar niet dezelfde sterke positie als in Nederland. Factoren die maakten, dat het AN in Nederland zo sterk staat, zijn onder andere:
- de origine van de Standaardtaal, die grotendeels gebaseerd is op Hollandse dialecten en derhalve voor veel inwoners van Nederland niet 'vreemd' is, terwijl ze dat voor veel Vlamingen om dezelfde reden juist wel is[bron?]
- de Randstad Holland is in korte tijd enorm uitgebreid door een toevloed van migranten uit andere provincies. Ongeveer een derde van de totale Nederlandse bevolking woont en werkt hier. Door deze migratie heeft een groot deel van de bevolking een verschillende (dialect-)achtergrond, zodat het AN als omgangstaal de enig overgebleven optie is. Overigens ontwikkelt zich in de Randstad snel een eigen variant op het AN (zie onder).

### Bereik
De verspreiding van het AN in Nederland geschiedde oorspronkelijk door middel van het onderwijs. Door het instellen van een officiële spelling werd van hogerhand min of meer de norm aangegeven. Als geschreven taal was het AN in veel (protestantse) huisgezinnen al langer bekend in de vorm van de Statenbijbel; uit deze Bijbel werd vanouds elke dag een deel voorgelezen. Bij kerkdiensten werden de preken doorgaans in de Standaardtaal uitgesproken.
Deze manier van verspreiden was niet ideaal; vaak sprak de onderwijzer of de dominee zelf geen behoorlijk AN. Er waren ook geen geluidsopnamen of dergelijke beschikbaar die konden helpen bij het verspreiden van de 'beschaafde' uitspraak. De omgangstaal bleef het dialect.
Dit veranderde drastisch met de opkomst van de massamedia. Eerst was er de radio; nagenoeg alle radio-uitzendingen waren in het AN. Met de opkomst van de televisie kwam er een tweede medium waarop de Standaardtaal te horen viel. De enorme populariteit van deze media maakte dat het AN doordrong in het leven van alledag.
Het AN in Nederland is de gebruikelijke taal in bijna alle media. Wel is er een Friestalige omroep. Behalve het AN verspreidt ook het Engels zich razendsnel via de media, aanvankelijk via radio en tv, tegenwoordig ook via het internet. Wanneer het Engels het Nederlands als voertaal in het bedrijfsleven, het hoger onderwijs en de media vervangt, kan dat leiden tot domeinverlies van het Nederlands.

### Wettelijke erkenning
Hoewel het AN in heel Nederland wordt gebruikt, heeft het een beperkte wettelijke erkenning. Anders dan in België, waar het Nederlands in de Grondwet is vastgelegd, heeft het Nederlands in Nederland geen grondwettelijke erkenning. Wel staat in de Algemene wet bestuursrecht in 'Afdeling 2.2: Gebruik van de taal in het bestuurlijk verkeer' onder andere het volgende:

Art. 2:6.
-1. Bestuursorganen en onder hun verantwoordelijkheid werkzame personen gebruiken de Nederlandse taal, tenzij bij wettelijk voorschrift anders is bepaald.
-2. In afwijking van het eerste lid kan een andere taal worden gebruikt indien het gebruik daarvan doelmatiger is en de belangen van derden daardoor niet onevenredig worden geschaad.

Het kabinet-Balkenende IV heeft in februari 2010 een wetsvoorstel doen uitgaan om het Nederlands als officiële taal in de Grondwet op te nemen. De Raad van State adviseerde echter later dat jaar een dergelijke grondwetsaanpassing niet door te voeren. Er zouden geen 'dwingende' redenen voor zijn, aangezien het 'niet ter discussie staat' dat Nederlands de taal van Nederland is. Ook zou het 'sobere karakter' van de Grondwet aangetast kunnen worden door een algemene taalbepaling (die volgens het kabinet overigens ook het Fries in Friesland moet omvatten). Het orgaan oordeelde echter ook dat er geen 'klemmende redenen' zijn om de bepaling niet op te nemen. De status van het Nederlands in Nederland is bijna nergens juridisch vastgelegd en na een lange reeks parlementaire en maatschappelijke discussies om het Nederlands de officiële taal van Nederland te maken werd het voorstel in februari 2018 door de regering weer ingetrokken.
De Nederlandse Taalunie beschouwt het Nederlands als de voertaal van Nederland. De wettelijke besluiten aangaande de Nederlandse spelling en de inburgeringsexamens suggereren wel dat de Nederlandse regering het Nederlands, meer bepaald het Standaardnederlands, als de sociaal wenselijke norm beschouwt.

## Naast het Standaardnederlands
Behalve het Standaardnederlands/AN worden er in Nederland dialecten, regiolecten en sociolecten gesproken die in meer of mindere mate van het AN afwijken, en verschillende talen, waaronder migrantentalen en natuurlijk het Fries.
Deze taalvormen beïnvloeden soms de Standaardtaal en sommige ervan worden weleens ervaren als een bedreiging voor de Standaardtaal.

### Dialect
Het Nederlandse taalgebied kent een relatief grote dialectverscheidenheid. Oorspronkelijk had elk dorp zijn eigen dialect, en nog steeds herkennen Nederlandstaligen in elkaars spraak zonder veel problemen elkaars afkomst. Toch worden veel dialecten langzaam door het AN verdrongen. Het sterkst gebeurt dit in het kerngebied van Nederland, de Randstad en de streken die aan de Randstad grenzen.
De Nederlandse dialecten mogen dan van dorp tot dorp verschillen, ze vertonen wel degelijk samenhang onderling. Een groep verwante dialecten wordt wel aangeduid als een Streektaal. Belangrijke streektalen in Nederland zijn het Limburgs, het Nedersaksisch (beide officieel erkend), het Zeeuws, het Brabants en het Westfries.
De invloed van deze talen op het AN is niet groot. Wel zijn bepaalde streektalige constructies in het AN gesproken door streektaalsprekers waarneembaar. Zo hoort men in Twente uitdrukkingen als "ik heb de band lek" ("ik heb een lekke band") en gebruiken veel Noord-Hollanders constructies met te: "ik ga(an) te bollenpellen" ("ik ga bollen pellen"). Deze vormen worden gezien als regionaal en substandaard.
Iets vergelijkbaars geldt voor bepaalde uitspraken. Sprekers uit het noorden en oosten van Nederland spreken de slot-n in woorden als lopen en rijden meestal uit, terwijl deze klank in de Standaardtaal normaliter niet wordt uitgesproken. Omdat de 'noordelijke' uitspraak beter lijkt te kloppen met de spelling, wordt ze door sommige Nederlanders als standaard aanvaard.
Een aparte plaats neemt het Nederlands zoals gesproken in de Randstad in. Ook het Fries heeft, door zijn erkenning als taal, een bijzondere positie.

### Randstadnederlands
Nederlands zoals het wordt gesproken in de Randstad, wijkt veel minder af van het AN dan de meeste andere varianten. Dit heeft natuurlijk te maken met de ontstaansgeschiedenis van het AN, dat gebaseerd is op de dialecten van het oude gewest Holland, dat grofweg de huidige Randstad (met uitzondering van Utrecht) omvat.
De Randstad vormt in meerdere opzichten de kern van Nederland. Derhalve heeft de taal van de Randstad een hogere status dan andere streektalen. Dit verschijnsel is niet nieuw; door de loop der eeuwen heeft Holland en zijn spreektaal de andere gewesten beïnvloed. Deze zogenaamde Hollandse expansie, beschreven door de bekende taalkundige Kloeke, krijgt tegenwoordig vooral gestalte in de massamedia.
Kenmerken van het gesproken Randstadnederlands zijn:
- Diftongering. In de Randstad worden de oo en de ee sterk tot tweeklanken vervormd, die ongeveer klinken als oow en eej. Deze diftongering komt in meerdere dialecten voor, maar is nergens zo sterk als in de Randstad. Vooral het Haags en het Rotterdams zijn op dit vlak typisch. Ook de eu in bijvoorbeeld leuk wordt gediftongeerd: leujk.
- Vocaalverkorting. In het AN is het onderscheid tussen lange vocalen (aa, uu) en korte vocalen van belang (a, u). Het woord baan klinkt langer dan ban. In het Randstadnederlands verdwijnen deze lange vocalen langzamerhand, en klinken baan en ban even lang (of kort). Het klankonderscheid tussen de open a en de gesloten a blijft wel behouden.
- De r. In de Randstad klinkt veelal de bekende Gooise r. In de oorspronkelijke dialecten van de Randstad is de r echter niet algemeen; het Rotterdams en het Leids gebruiken wel (varianten van) de Gooise r, het Haags en het Amsterdams juist niet. Tegenwoordig is de r echter ook in Den Haag en Amsterdam veel in gebruik.
- De l. De l en de r zijn klanken die een vergelijkbare articulatie hebben; het zijn beide liquidae. Het is dan ook niet verwonderlijk dat ook de l aan het einde van een lettergreep in de Randstad anders klinkt. Vaak beweegt deze klank richting een w: school klinkt dan (met vocaalverkorting) als schow.
- De g. De 'harde' g geldt als typisch voor veel Nederlandse tongvallen. In de Randstad heeft de g zich in de laatste decennia ontwikkeld tot een zeer 'harde' schraapklank, en is daarmee nog veel opvallender dan de overige 'harde' g's die in Nederland voorkomen. Vooral de Haagse g geldt als typisch.

Vaak wordt ook opgemerkt dat het algemene spreektempo in de Randstad ook hoger ligt dan in de rest van Nederland.
Omdat de Randstad een toonaangevende regio is, heeft het Randstadnederlands een grote invloed op de Standaardtaal zoals die wordt gebezigd in Nederland. In de landelijke media wordt de Gooise r bijvoorbeeld veel gehoord. Ook wordt wel verondersteld dat de (eveneens in de media veelgehoorde) tweeklanken van het Poldernederlands hun oorsprong vinden in de Randstad.
Men zou zo kunnen zeggen dat het Randstadnederlands niet alleen een dialect is, maar ook steeds meer een sociolect: het spreken van een Standaardnederlands met een Randstedelijke kleur wordt gezien als statusverhogend. Opvallend is hier ook dat veel Randstadnederlandse kenmerken door niet-Randstedelingen wel als 'bekakt' worden bestempeld. Dit geldt vooral voor de Gooise r.
Veel voorvechters van het AN vinden de groeiende invloed van het Randstadnederlands op de standaardtaal een slechte ontwikkeling. Een populair, maar vanuit taalkundig oogpunt onhoudbaar argument tegen het 'nieuwe', door de Randstedelingen verspreide Nederlands is dat het 'lelijk' zou klinken. Zwaarwegender is het argument dat het Randstadnederlands een 'bedreiging' is voor de eenheid in het Nederlands. Het doel van een standaardtaal is natuurlijk dat zij de verschillende gebieden waarin Nederlands gesproken wordt, verbindt. Als er in Nederland een regionaal gekleurde standaardtaal tot norm verheven zou worden, zal het verschil met de standaardtaal in België veel groter worden.

### Fries
In het noorden van Nederland wordt Fries gesproken. De grenzen van het Friese taalgebied lopen niet geheel gelijk met die van de provincie Friesland, waar het Fries rechtstaal is naast het Nederlands. De positie van het Fries in Nederland heeft zich de voorbije eeuw in twee richtingen ontwikkeld:
- Het Fries heeft meer officiële erkenning dan voorheen. In de rechtbank, op school en bij overheidsinstellingen mag Fries gesproken worden. Er is een Friese standaardtaal.
- Het Fries wordt steeds minder gesproken en staat vooral onder druk van de Nederlandse standaardtaal.

Nagenoeg alle Friezen spreken Standaardnederlands. In hun Standaardnederlands klinkt vaak nog wel een Friese invloed door (zie: frisisme), maar niet-Friezen nemen dergelijke frisismen zelden over. Soms leent het Standaardnederlands wel woorden uit het Fries (bijvoorbeeld klunen).
In een aantal noordelijke dialecten (met name het West-Fries in Noord-Holland) zou sprake zijn van een Fries substraat. Ook van de standaardtaal wordt weleens gezegd dat zij een zeker Fries substraat heeft gekend; dit zou een aantal verschillen met het Duits verklaren. Dit Friese substraat zou dan sterker doorwerken in het 'Nederlandse' Nederlands dan in het Belgisch-Nederlands, om begrijpelijke redenen.
Geheel zeker is men over deze substraattheorie niet. Als er in het verleden invloed van het Fries op de standaardtaal is geweest, dan is die er nu niet meer. Het Fries kan dan ook niet worden gezien als een bedreiging voor het AN; andersom is het AN wel degelijk een bedreiging voor het Fries.

### Multicultureel Nederlands
Met de komst van grote groepen gastarbeiders in de jaren zestig en zeventig werden de Nederlanders geconfronteerd met talen als Turks, Berbers, Italiaans en Arabisch. De gastarbeiders op hun beurt werden geconfronteerd met het Standaardnederlands. Toen veel oorspronkelijke gastarbeiders in Nederland bleven wonen, ontstonden er in de grote steden aanzienlijke groepen niet-Nederlandstalige inwoners. Velen van hen leerden slechts gebrekkig of zelfs helemaal geen Nederlands.
De kinderen van deze immigranten werden thuis in de taal van hun ouders opgevoed, maar op straat leerden zij Nederlands. Voor deze tweetalige groep was het al snel gewoonte geworden om te wisselen tussen de ene en de andere taal. Zo werd het ook gebruikelijk om in het gesproken Nederlands eigen woorden te gebruiken. Hieruit komt een verschijnsel als straattaal voort.
Doordat veel Nederlanders met een anderstalige achtergrond moeite hebben met de Nederlandse standaardtaal, worden fouten als "dat is een mooie verhaal" (in plaats van "dat is een mooi verhaal") veel gemaakt. Als gevolg van wederzijdse interactie (met name in de grote steden) worden dit soort fouten ook door oorspronkelijk Nederlandstaligen gemaakt.
Soms blijft straattaal niet beperkt tot de grote steden; de Nederlandse jongerentaal neemt veel woorden en uitdrukkingen ervan over. Zo komen 'multiculturele' woorden en uitdrukkingen incidenteel ook in de Standaardtaal terecht. Erg groot is de invloed (nog) niet en van een bedreiging voor het AN is geen sprake.

### Engels
Een taal die zeer vaak als bedreiging voor het Nederlands wordt genoemd is het Engels. In het dagelijks taalgebruik worden veel Engelse woorden en uitdrukkingen gebezigd, waarvan er veel volledig ingeburgerd zijn (bijvoorbeeld baby). Vaak komen ook leenvertalingen voor, zoals "ik ga ervoor" ("I'm going for it"). Volgens enkelen zijn ook de klankverschuivingen van het Poldernederlands onder Engelse invloed ontstaan, maar dit wordt door taalwetenschappers hoogst onwaarschijnlijk gevonden.
In toeristische gebieden komen tegenwoordig vaak tweetalige opschriften Nederlands-Engels voor, vaak ook nog met een derde (Duits) en vierde taal (Frans) erbij. In sommige gevallen zijn er opschriften die enkel Engelstalig zijn. Daar elke Nederlander met enige opleiding geacht wordt Engels te kunnen spreken, lezen en verstaan, is het Engels in het dagelijks leven alomtegenwoordig. Veel bedrijven in Nederland hanteren het Engels als voertaal. De laatste jaren zijn zelfs de meeste universiteiten in Nederland overgegaan op Engelstalige colleges, afhankelijk van de gekozen studierichting.
Vooral het laatste wordt door velen gezien als een zorgelijke ontwikkeling, omdat het Nederlands daadwerkelijk terrein lijkt te verliezen op een voor de taal belangrijk gebied, namelijk het (universitair) onderwijs. Dat noemt men domeinverlies. Volgens critici en taalkundigen zou dit kunnen betekenen dat de positie van het Nederlands in de toekomst verder zal marginaliseren. Toch worden dergelijke gedachten meestal afgedaan als doemdenken; op korte termijn lijkt het Engels geen grote bedreiging te vormen voor het Nederlands.

## Kenmerken van Nederlands-Nederlands
Het Nederlands zoals het in Nederland wordt gesproken wijkt, zoals gezegd, af van dat wat in Vlaanderen of Suriname gesproken wordt. In Vlaanderen zeer bekende clichés van dergelijk 'Hollands Nederlands' zijn woorden en uitdrukkingen als "nou nou", "zo kan 'ie wel weer", "dat scheelt!" en het veel gebruikte "hoor" aan het eind van zinnen. Deze voorbeelden worden algemeen wel gezien als onderdeel van het Standaardnederlands.
Het Nederlandse Nederlands onderscheidt zich zowel in klanken, woordvormen als in zinsbouw van het andere Nederlands.

### Klanken
Hoewel de diftongering in de Randstad veel explicieter is, kent ook het gewone Standaardnederlands in Nederland dit verschijnsel in zekere mate. De oo en de ee klinken in woorden als boon en been ongeveer als oow en eej (maar niet zo duidelijk als in de Randstad). In Nederland geldt deze uitspraak als standaard; het uitspreken van monoftongen op deze plek wordt zelfs als regionaal afgedaan ('Twents'). In België echter zijn de monoftongen juist de norm en geldt de Nederlandse diftongering als een foute uitspraak.
Uitspraakverschijnselen die in Nederland als standaard worden beschouwd, maar dat in België juist niet zijn, zijn er te over:
- diftongering van oo en ee (zie boven)
- uitspraak van "ui" als diftong van aa en uu (Be: eu van freule en ie)
- uitspraak van "ei" als diftong van aa en ee (Be: e en ie)
- uitspraak van nieuw als nuuw
- uitspraak van "w" als labiodentaal aan woordbegin
- uitspraak van "s" licht gepalataliseerd (neigend naar sj)
- uitspraak van "g" als ch (stemloos, 'hard')
- uitspraak van "v" als f (in Nederland geaccepteerd, maar heeft niet de voorkeur)
- uitspraak van "z" als s (minder voorkomend dan "v/f", heeft niet de voorkeur)
- uitspraak van Griekse leenwoorden op van de spelling afwijkende wijze, zoals: UI-thanasie
- uitspraak van het suffix -tie als tsie, zoals: politsie
- uitspraak van Engelse leenwoorden op zijn Engels, zoals: dzjel (gel)

Verder valt de korte uitspraak van klinkers aan het einde van bepaalde (afgekorte) woorden op: joh (van jongen), tsjoh. Op andere plaatsen is de eindklinker lang, bijvoorbeeld in Afrika en auto.

### Woordvorming
Er is een aantal tendensen in de Nederlandse woordvorming die niet alle als Standaardnederlands gelden, maar vaak wel typerend zijn voor het Nederlands in Nederland.
Als voorbeeld voor de invloed van het Randstadnederlands geldt de verspreiding van -ie-vormen in verkleinwoorden. Ook in het AN zijn woorden als moppie, stekkie en makkie inmiddels gebruikelijk. Oorspronkelijk behoren zij tot de Hollandse dialecten.
In het meervoud van woorden op -aar valt op dat in Nederland -aren gebruikelijk is, waar men België -aars gebruikt: leraren versus leraars, eigenaren versus eigenaars. Het meervoud op -s komt in Nederland echter soms als nevenvorm voor.
Het gebruik van een -s bij bijwoorden na een telwoord ("iets moois", "veel lekkers", "weinig goeds") is in België zeldzaam, maar geldt beslist als AN.
Bij de werkwoorden vallen er meerdere dingen op. In de eerste plaats zijn er als AN aanvaarde, deels regionale constructies als "ik ben wezen fietsen" en de befaamde zin "Ik zou jou weleens hebben willen zien durven blijven staan kijken", die overigens ook voor een aanzienlijk deel van de Nederlanders niet grammaticaal is, maar binnen de regels van het AN wel mogelijk.
Typisch bij de werkwoordsverbuiging in Nederland is de neiging om slechts twee vormen te gebruiken: een voor het enkelvoud en een voor het meervoud. Zo spreekt men van "ik/jij/hij kan" en "wij/jullie/zij kunnen". Zo ook: wil/willen, zal/zullen. Niet aanvaard als AN zijn vormen als "hij heb" en "jij loop", maar al worden ze gestigmatiseerd, ze komen zeker voor. Er zijn ook streken waar men wel (correct) "jij loopt" bezigt, maar deze 'eenheidssingularis' bereikt door ook van "ik loopt" te spreken.
Bij de verleden tijd valt op dat, ondanks de taalontwikkeling die aan zwakke werkwoorden de voorrang geeft, er nog een aantal sterke vormen worden gebruikt die in het AN meestal facultatief of zelfs incorrect zijn. Voorbeelden zijn: wou naast wilde, lei naast legde, joeg naast jaagde. Dit verschijnsel is niet uitsluitend Nederlands en de verspreiding van de sterke vormen lijkt af te hangen van andere factoren dan de landsgrens, zoals sociale status, opleiding en leeftijd.
Belangrijk bij werkwoorden is de typisch Nederlandse neiging om in constructies van infiniete vormen het eerste woord als voltooid deelwoord te interpreteren. Waar Vlamingen zeggen: "hij is niet kunnen komen", zullen Nederlanders zeggen "hij heeft niet kunnen komen", waarbij heeft eigenlijk een hulpwerkwoord is bij kunnen. Veel Nederlanders zouden deze zin nog anders uitspreken. Varianten als "hij heeft niet kennen komen", "hij heeft niet komen kennen/kunnen" of "hij heeft niet komen gekund" komen voor.
De verwarring tussen de vormen leggen/liggen en kennen/kunnen is zeer algemeen. Veel Nederlanders gebruiken vooral de vormen leggen en kennen in alle posities, terwijl foutief gebruik van liggen en kunnen meestal als hypercorrectie geïnterpreteerd moet worden. Deze vormen behoren zeker niet tot de aanvaarde standaard.

#### Geslacht
Het Nederlands in Nederland onderscheidt zich van de zuidelijke norm heel scherp als het gaat om grammaticaal geslacht. In het AN zijn er mannelijke, vrouwelijke en onzijdige substantieven, die hun eigen verwijswoorden kennen. In Belgisch Nederlands wordt naar traditioneel vrouwelijke substantieven doorgaans geheel volgens voornoemde regel verwezen met ze en haar, naar de overige met hem/dat en zijn. In het Nederlandse Nederlands is dit onderscheid veel minder duidelijk aanwezig. Doorgaans gelden hier de volgende 'regels', die volgens sommigen enkel spreektalig zijn (en dus geen AN), terwijl ze volgens andere geaccepteerd zouden moeten worden als de standaard in Nederland:
- Substantiva worden onderverdeeld in twee subklassen; levend en niet-levend.
- Substantiva die verwijzen naar iets levends (met name een mens) krijgen een verwijswoord dat aansluit bij het "werkelijke" geslacht: "het meisje borstelt haar haar", "dat wijf, ze moet haar mond houden", "dat arme kind, ze kan het niet helpen". Dit geldt als AN. Het lidwoord en de verwijswoorden volgen echter wel het grammaticaal geslacht.
- De-woorden die verwijzen naar iets onbezields en telbaars krijgen in de regel een mannelijk verwijswoord: "de stad sluit zijn poorten". Oorspronkelijk is stad vrouwelijk. Volgens de formele regels vrouwelijke woorden met een inheems of uitheems achtervoegsel (bijvoorbeeld -ing, -tie) krijgen met name in de spreektaal meestal ook een mannelijke verwijzing (vaak gereduceerd tot -ie of 'm).
- Er bestaat anderzijds een min of meer aan het voorgaande tegengestelde tendens om (uit hypercorrectie) de vorm haar veelvuldig te gebruiken, ook bij onzijdige woorden: "dat huis met haar rieten dak", "het kabinet neemt haar besluit".

#### Persoonlijk voornaamwoord
Wat bij dit verwijzen ook opvalt, en wat typerend is voor de verbuiging van de persoonlijke voornaamwoorden, is dat er zinnen voorkomen als "ik heb haar moeten verlaten", waar buiten Nederland (maar ook al in het zuiden van Nederland) de voorkeur uitgaat naar "ik heb ze moeten verlaten". In Nederland kan ze in objectspositie alleen hen of hun vervangen in het meervoud, bij het enkelvoud blijft men haar gebruiken. Nog een bekend verschijnsel dat typisch is voor met name Midden- en Noord-Nederland is het gebruik van hun als onderwerp ("Hun spelen een mooie wedstrijd").
Een ander persoonlijk voornaamwoord dat typisch is voor het Nederlands in Nederland is ie, als gereduceerde vorm van hij ("Dat heeft 'ie goed gedaan").

### Zinsconstructies
Op het gebied van syntaxis is de Algemeen Nederlandse norm ook de norm die in Nederland het meest wordt nagevolgd. Bepaalde regionale verschillen in woordvolgorde verdwijnen vaak ook onder druk van de Standaardtaal. In veel dialecten komen zinnen als "ik heb mijn huis schilderen laten" vanouds voor, maar zijn die tegenwoordig vervangen door het algemene "ik heb mijn huis laten schilderen".
Het AN kent een keuzevrijheid bij zinnen als "het huis, waar ik gewoond heb", die ook kunnen klinken als: "dat huis, waar ik heb gewoond". Er lijkt een regionaal verschil waarneembaar in de gemaakte keuzes; in het noorden zou vaker de eerste, in het zuiden vaker de tweede zin gebezigd worden. Bij nader beschouwing is het echter zeer moeilijk gebleken harde bewijzen voor dit onderscheid te vinden.
Zeker typisch voor het Nederlands in Nederland is het gebruik van te in: "hij durft niet te komen", "dat durft hij niet te zeggen", "ze heeft jong op eigen benen leren te staan", waar in België te in deze gevallen ontbreekt. In sommige regio's, bijvoorbeeld in het zuiden maar ook in Groningen, komen zinnen zonder te niettemin ook voor ("hij durft niet komen").
In Nederland worden scheidbare werkwoorden vaak gesplitst op de volgende wijze: "we hebben het niet meer in kunnen vullen", "ik denk dat we het niet veel langer uit zullen houden". In Vlaamse oren klinkt dit vreemd. Andersom zijn Vlaamse zinnen als "daar had ik willen mee wachten" voor Nederlanders niet grammaticaal ("daar had ik mee willen wachten").
Spreektalig, maar niet echt incorrect in AN, zijn constructies als "wortels hou ik niet van". "Van wortels hou ik niet" wordt correcter gevonden. Dergelijke constructies komen in Nederland veelvuldig voor, maar worden door Nederlanders zelf ook vaak enigszins krom gevonden.

### Idioom
Lexicografische kenmerken van het Nederlands in Nederland maken dat Vlamingen en ook Surinamers de Nederlanders soms totaal niet verstaan. Veel woorden waarvan de Nederlander zich dat niet bewust is, blijken typisch Nederlands-Nederlands. Desondanks worden deze woorden officieel tot het Standaardnederlands gerekend. Dit geldt met name voor woorden met een Jiddische herkomst en voor talloze, heel dagelijkse uitdrukkingen.

## Toekomst
Hoe het Nederlands in Nederland er in de toekomst uit zal zien, valt natuurlijk nooit met zekerheid te zeggen. Toch is het mogelijk een aantal voorspellingen te doen:
- Het Nederlands in Nederland zal diverse eigen ontwikkelingen, die nu al waarneembaar zijn, waarschijnlijk verder doorzetten. Dit betekent dat de verschillen tussen Nederlands en Belgisch-Nederlands groter zullen worden.
- De standaardtaal zal waarschijnlijk meer terrein winnen ten koste van de dialecten. Anderzijds lijkt een trend te ontstaan van een grotere tolerantie naar lokale verscheidenheid. Hieruit kunnen dialecten in zekere mate herleven of opnieuw ontwikkelen, zoals het Randstadnederlands dit doet.
- Het AN in Nederland zal sterk beïnvloed worden door de taal van de Randstad.
- Het Nederlands zal zijn sterke positie als landstaal vrijwel zeker behouden, maar zal op bepaalde gebieden voorrang moeten verlenen aan het Engels. In hoeverre dit zal gebeuren en hoelang dit zal aanhouden ligt aan de toekomst van het Engels. Engels zou over een paar decennia zijn status als dominante wereldtaal kunnen verliezen aan bijvoorbeeld het Spaans of Mandarijn.

Wat de verdere consequenties voor het Nederlands als taal van drie landen (Nederland, België en Suriname) hiervan zijn valt moeilijk uit te maken. De vrees dat het groter worden van de verschillen tussen de nationale varianten van de taal ertoe leidt dat de Nederlandse taal uit elkaar valt, lijkt op korte termijn in elk geval ongegrond. Juist door het standaardiseringsproces en het verder marginaliseren van de dialecten, komen de verschillende 'soorten' Nederlands dichter bij elkaar. Het Nederlands van een Groninger en dat van een Gentenaar verschilt bij oudere generaties veel meer van elkaar dan bij jongere generaties.